# Seowon

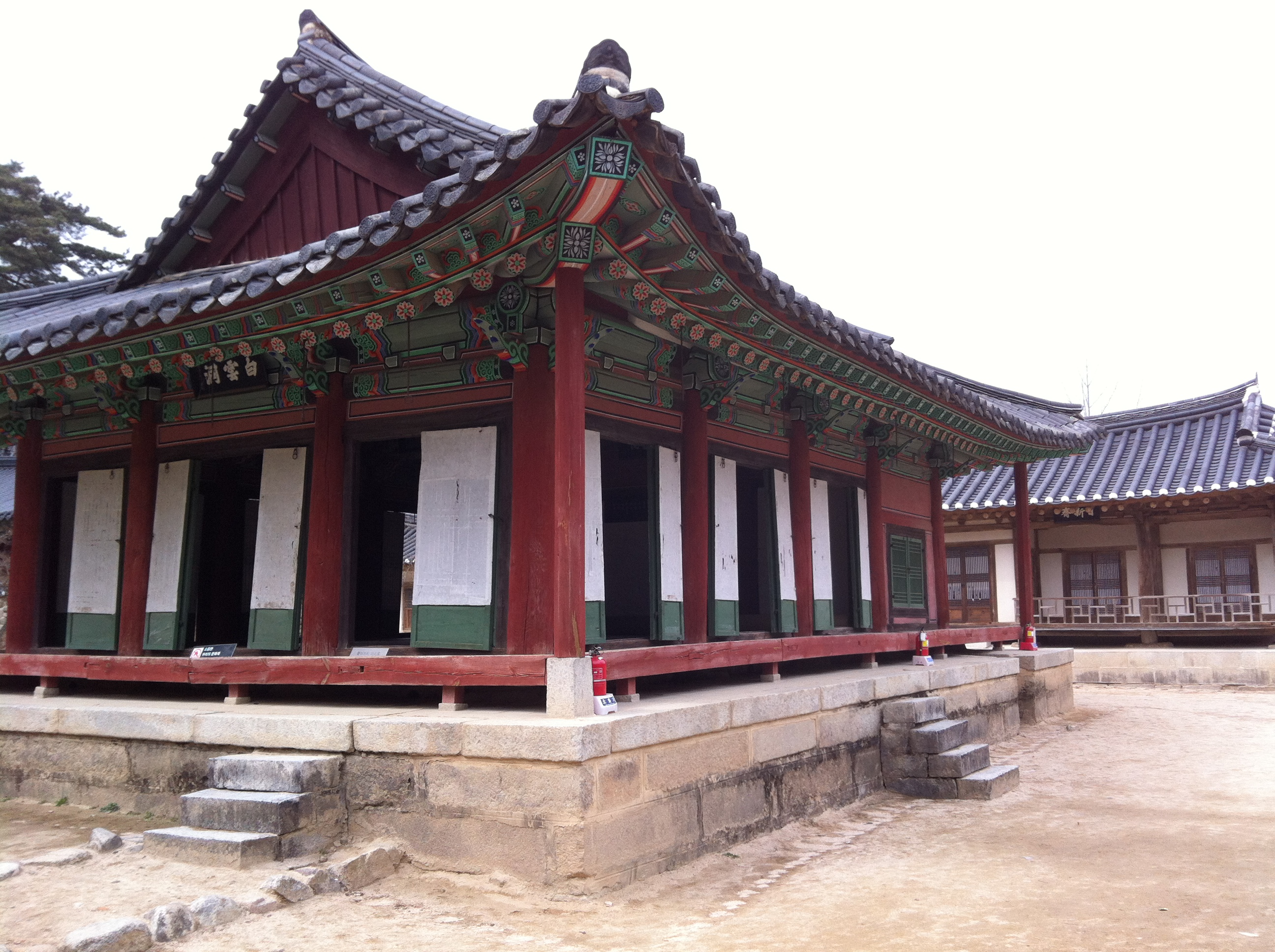
, la plus ancienne des seowons

Seowon (서원, 書院) est le nom donné aux instituts néoconfucéens qui se sont développés en Corée au temps de la dynastie Joseon et plus particulièrement de 1543 à 1873. Ce sont des établissements privés créés pour perpétuer la mémoire et l'enseignement d'un grand prédécesseur qui combinent les fonctions d'un temple confucéen et d'une école. C'est l'équivalent des académies Shuyuan chinoises consacrées aux études classiques.
Profitant de l'ascension politique des lettrés de province, elles ont joué un rôle important dans les affaires locales mais aussi dans les luttes de faction (en) à la cour royale et dans la limitation du pouvoir de la famille royale.

## Historique

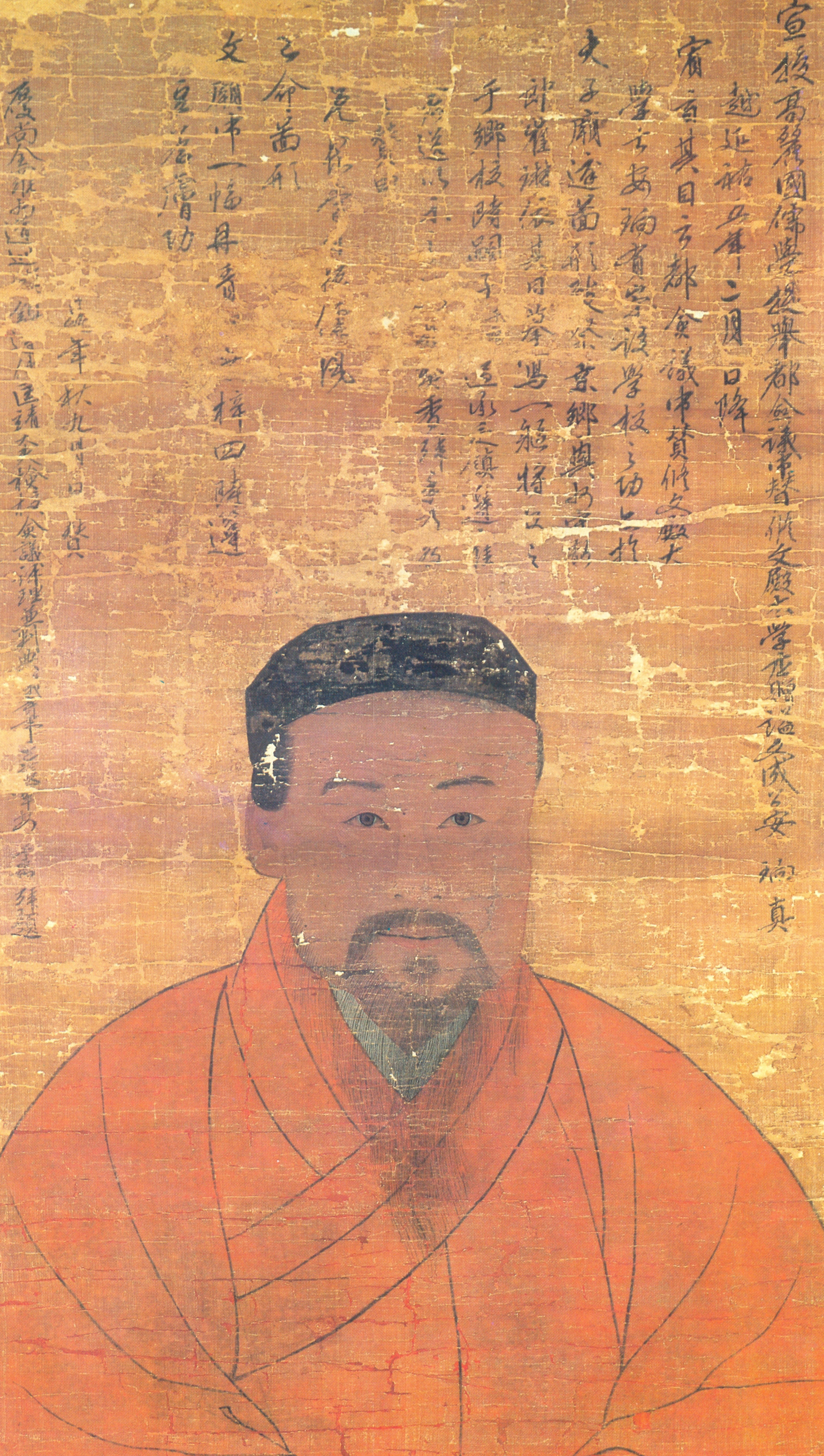
An Hyang, le philosophe néoconfucianiste en l'honneur duquel la première seowon a été fondée

L'histoire des Seowon commence avec la fondation de l'«école de la grotte du nuage blanc» (Baegundong Seowon) en 1543 par Ju Se-bung, le gouverneur cantonal de Punggi dans le Gyeongsang du Nord. Son nom fait alors allusion à l'académie de la Grotte du cerf blanc, relancée en 1180 en Chine par le grand philosophe néoconfucianiste Zhu Xi. Le but de cette nouvelle création était d'assurer la formation des jeunes et la conservation des tablettes votives d'An Hyang (1243-1306), un érudit qui a joué un rôle considérable dans l'implantation du néoconfucianisme en Corée. En 1550, Yi Hwang, qui est alors le nouveau gouverneur cantonal de Punggi, parvient à obtenir le soutien de l'Etat et donc des subsides (terrains, livres, serviteurs) et une exonération d'impôts. Avec la reconnaissance officielle, le roi Myeongjong lui donne alors son nom définitif: Sosu Seowon (en).
À partir de cette date, le mouvement va rapidement gagner en importance, en particulier dans la province du Gyeongsang où les lettrés ont déjà une grande influence. Le règne de Myeongjang (r. 1545-1567) voit la création de 18 seowons et celui de Seonjo (r. 1567-1608) 63. Elles deviennent alors des écoles de pensées servant à la diffusion de la science et de leur vue sur la philosophie néoconfucianiste et qui n'hésitent pas à défendre leurs avis politiques.
Sont notamment fondées:

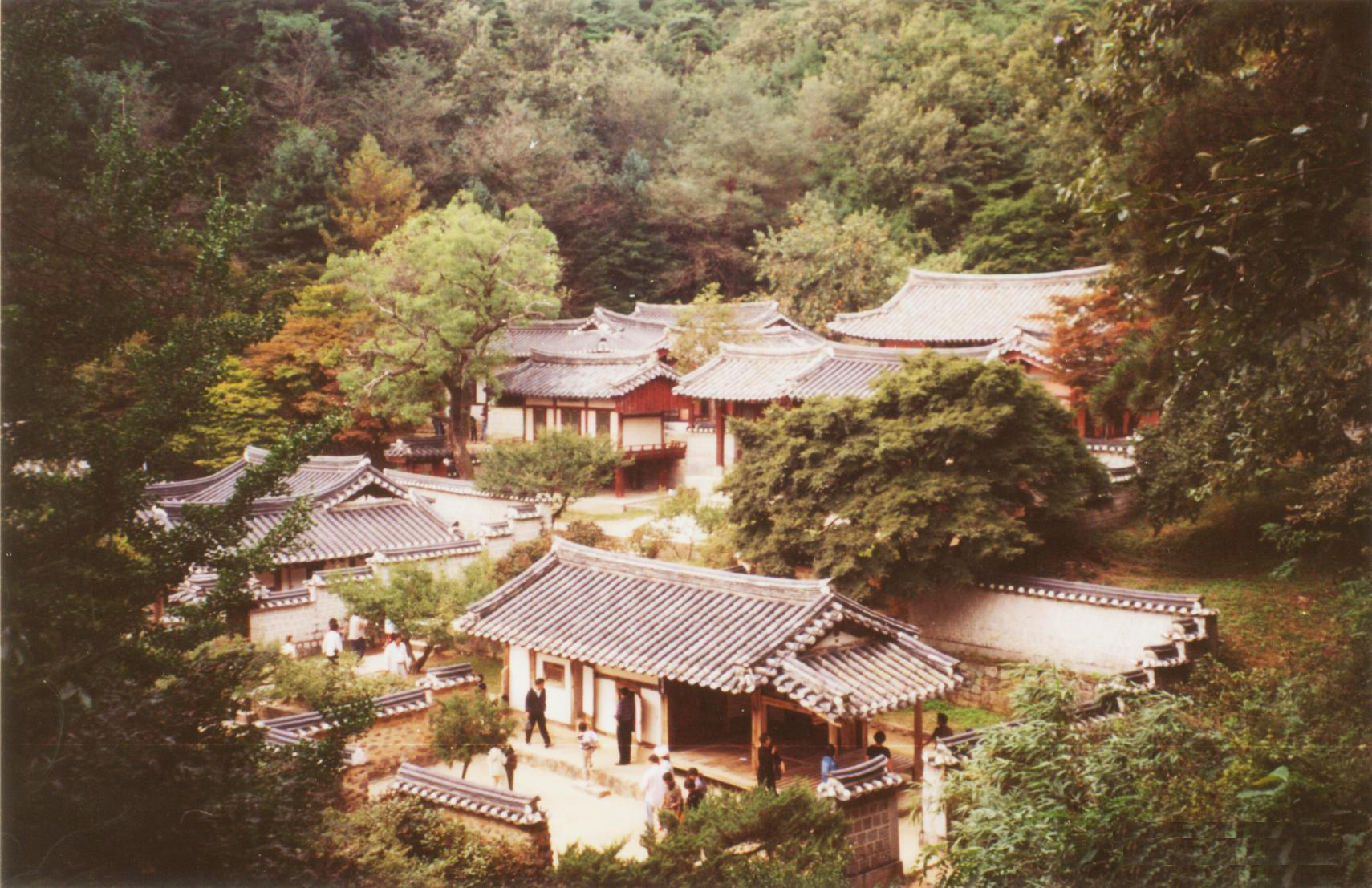
La à Andong

- La Dosan Seowon (en), dédiée à Yi Hwang (1501-1570), aussi connu sous le nom de Toegye
- La Deokchon Seowon, dédiée à Cho Sik (1501-1572), aussi connu sous le nom de Nammyeong
- La Jaun Seowon, dédiée à Yi Yi (1536-1584), aussi connu sous le nom de Yulgok
- La Pasan Seowon, dédiée à Seong Hon (1535-1598), aussi connu sous le nom d'Ugye
- L'Oksan Seowon, dédiée à Yi Eon-jeok (en) (1491-1553) et fondée en 1574.

Par la suite, il se développe alors différentes factions qui interviennent dans la politique du pays: notamment, la faction Namin se base sur la pensée de Toegye, la faction Bugin sur celle de Nammyeong, la faction Seoin sur celle de Yulgok et la faction Noron sur celle de Ugye.
Malgré les divisions, leur essor s'est poursuivi jusqu'au règne de Sukjong (r. 1674-1720), époque où il en existait 166 et où leur poids était trop important pour l'économie de l'Etat. En effet, elles représentaient un manque à gagner car elles étaient exonérées d'impôt et de corvées. En conséquence, Sukjong mis un coup d'arrêt à leur développement en interdisant leur création. Petit à petit, la politique royale envers les seowon devint de plus en plus restrictive.
Dès lors, l'influence des lettrés de province commence à diminuer. A la cour, ce sont désormais les membres de la famille royale ou leurs parents qui sont prépondérants, en particulier au XIXe siècle. La fin des seowon est accélérée par un conflit avec le prince régent Heungseon qui considère qu'elles favorisent les luttes entre factions et qu'elles sont un repaire de brigands. Malgré la résistance des lettrés confucianistes, il ordonne leur fermeture à l'exception de 47 d'entre elles.
Elles ont continué ensuite de perdre de leur influence en raison de la modernisation du pays et de la colonisation japonaise. Elles ont rapidement perdu leur fonction éducative pour ne garder pratiquement que leur fonction rituelle. Aujourd'hui, elles essaient à nouveau de diffuser l'esprit du confucianisme auprès du grand public,.

## Description

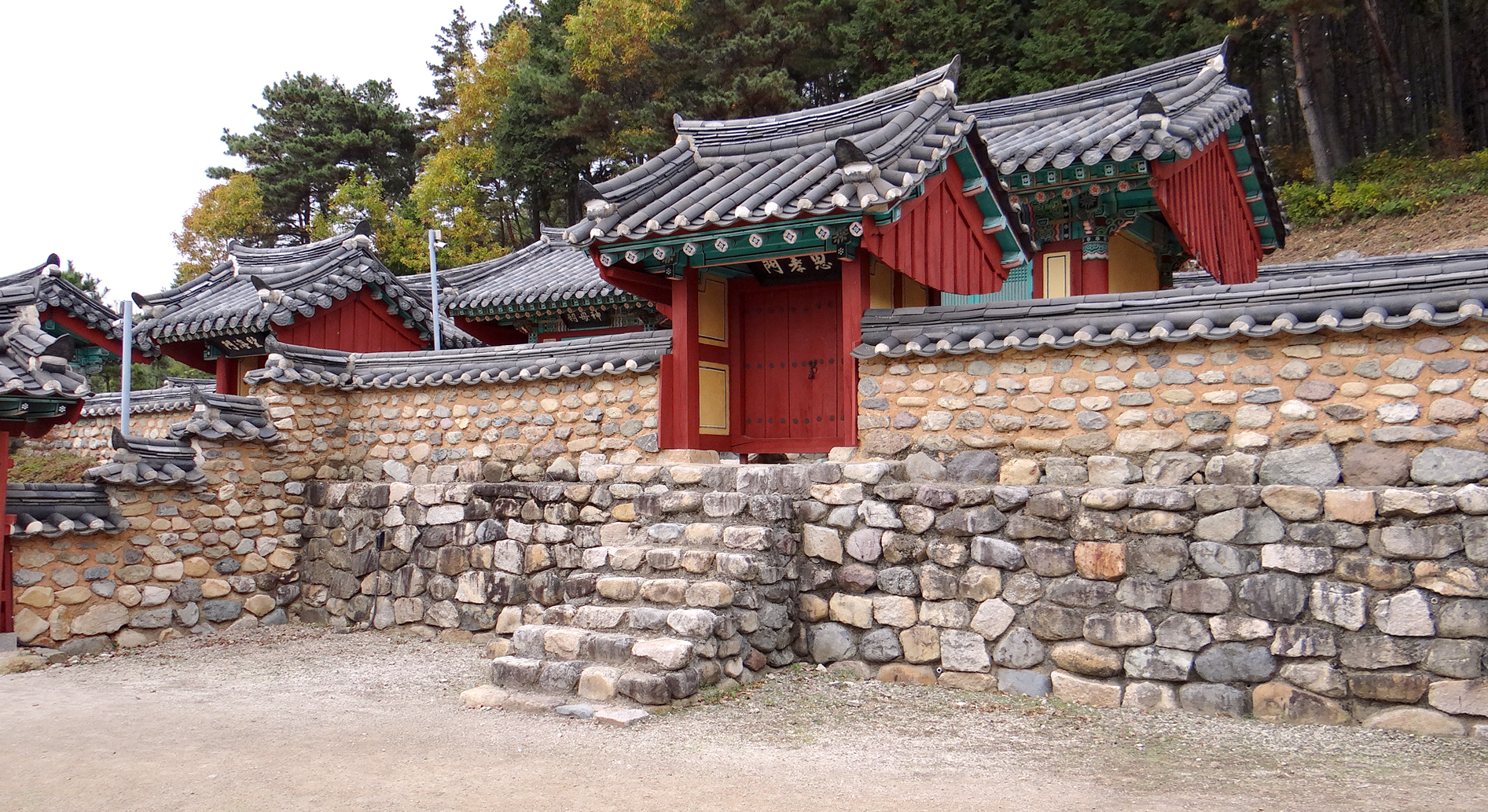
Sanctuaire de la Chisan Seowon dédié à la femme de Park Jae-sang.
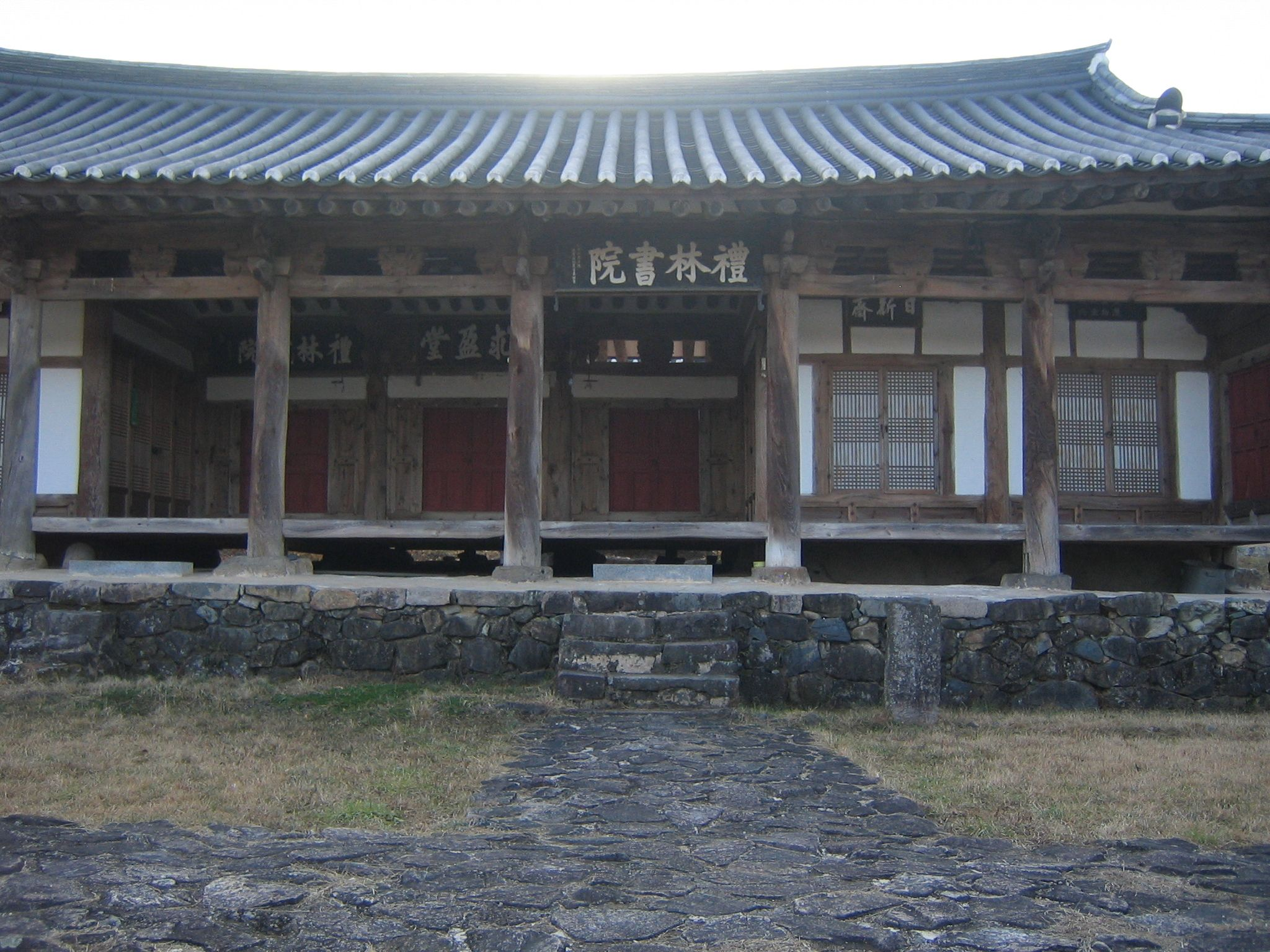
Salle de lecture de la Yerim Seowon (en) dédiée à Kim Jong-jik.
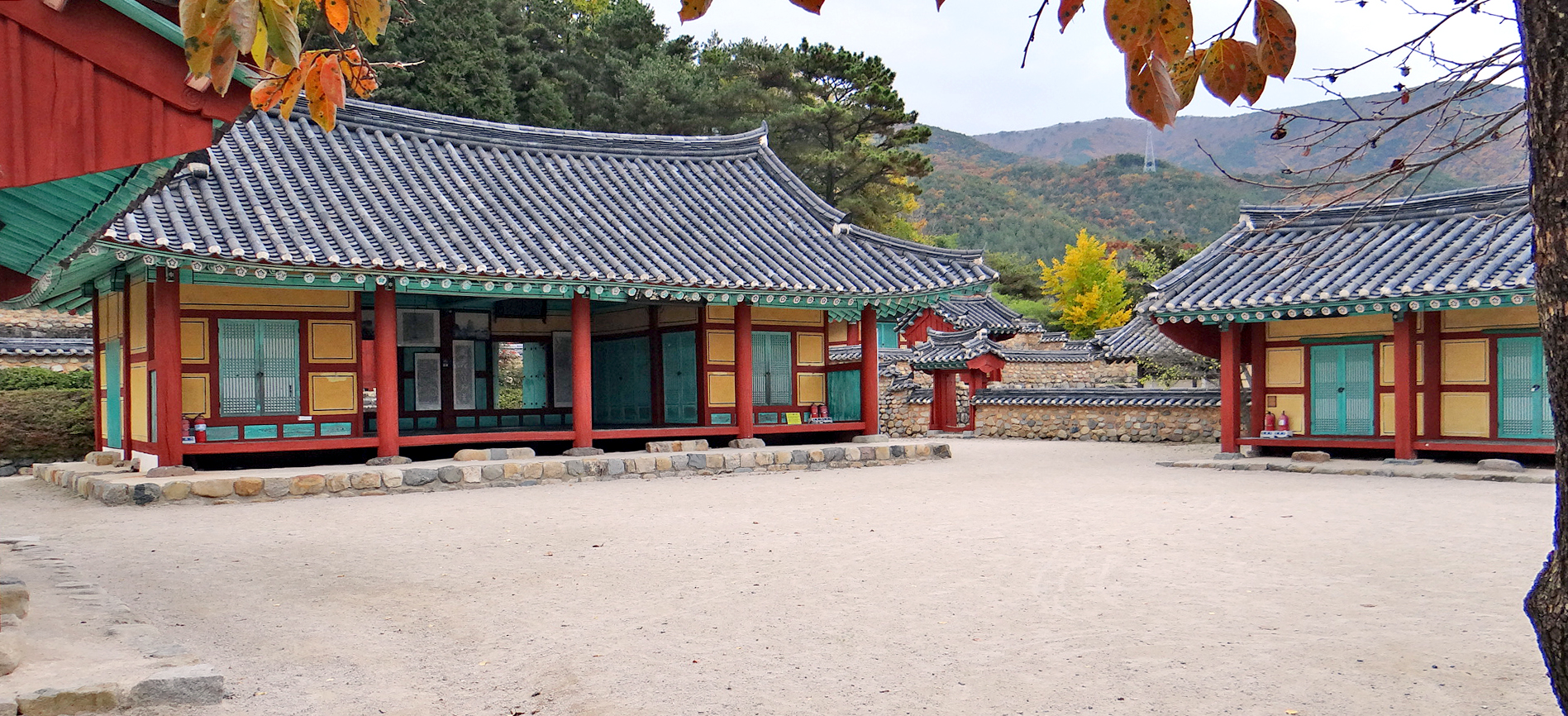
Salle de lecture de la Chisan Seowon à Ulsan.
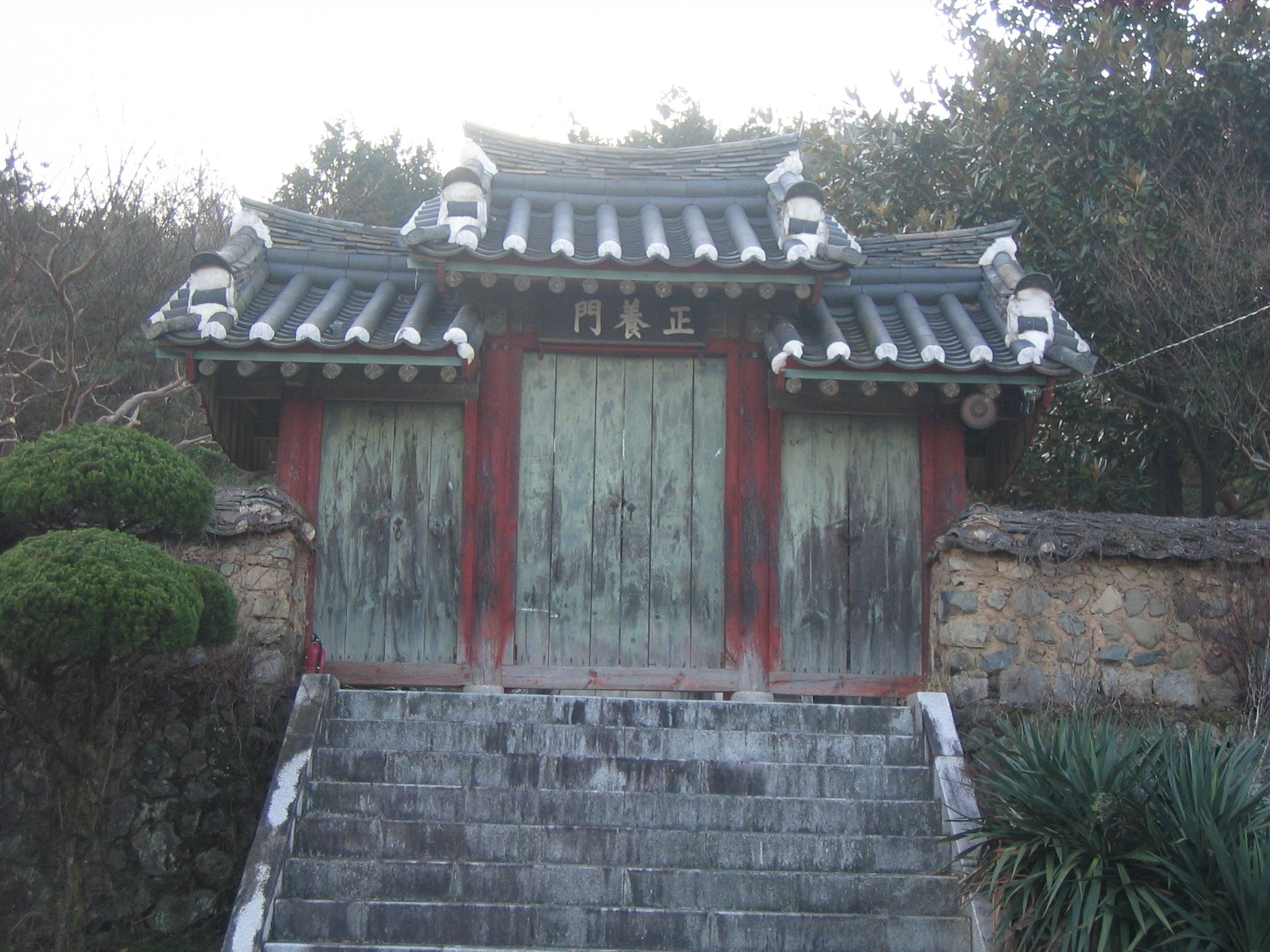
La porte menant au sanctuaire de la Yerim Seowon, fondée en 1567 à Miryang.
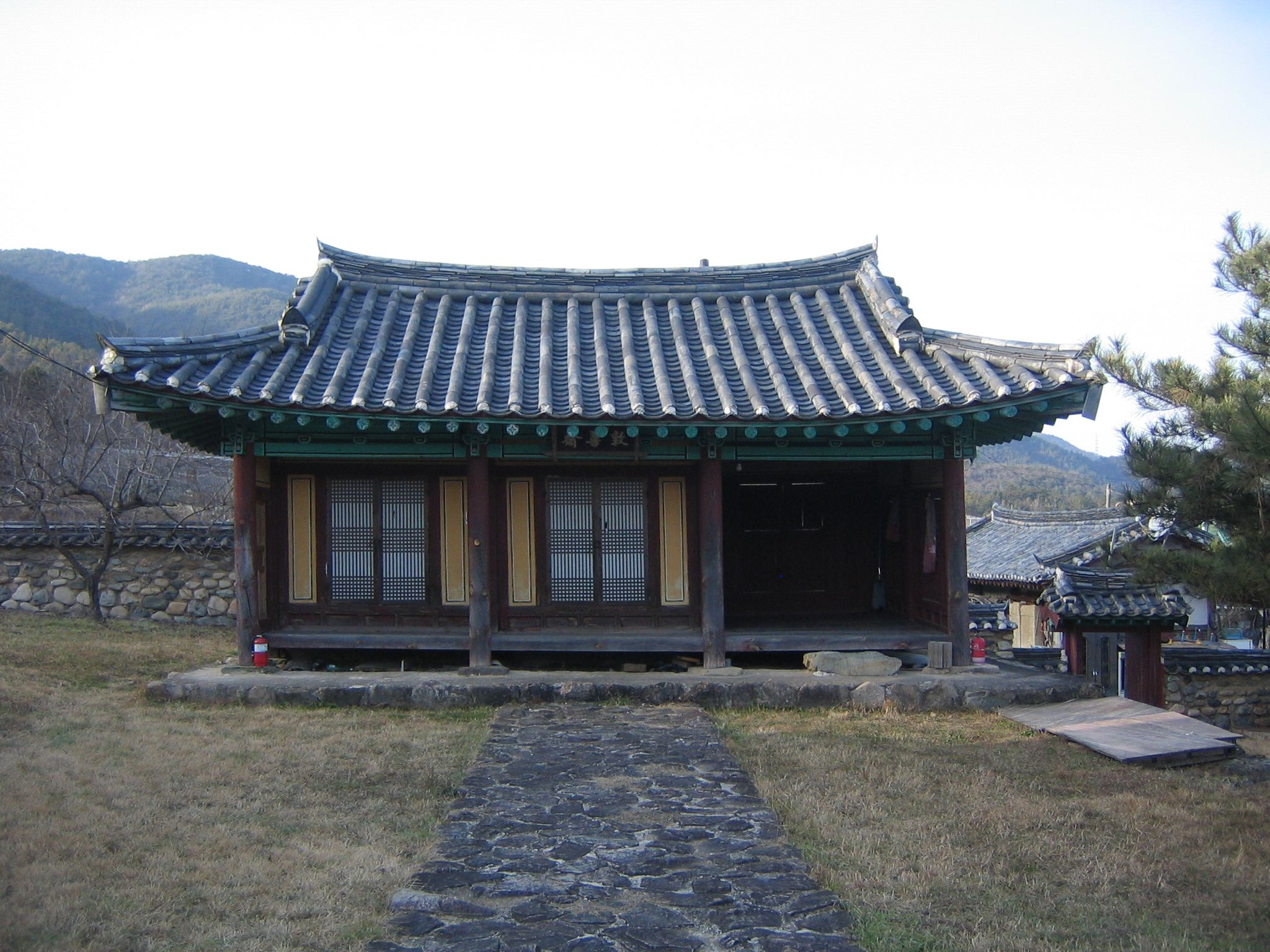
Un des dortoirs de la Yerim Seowon.
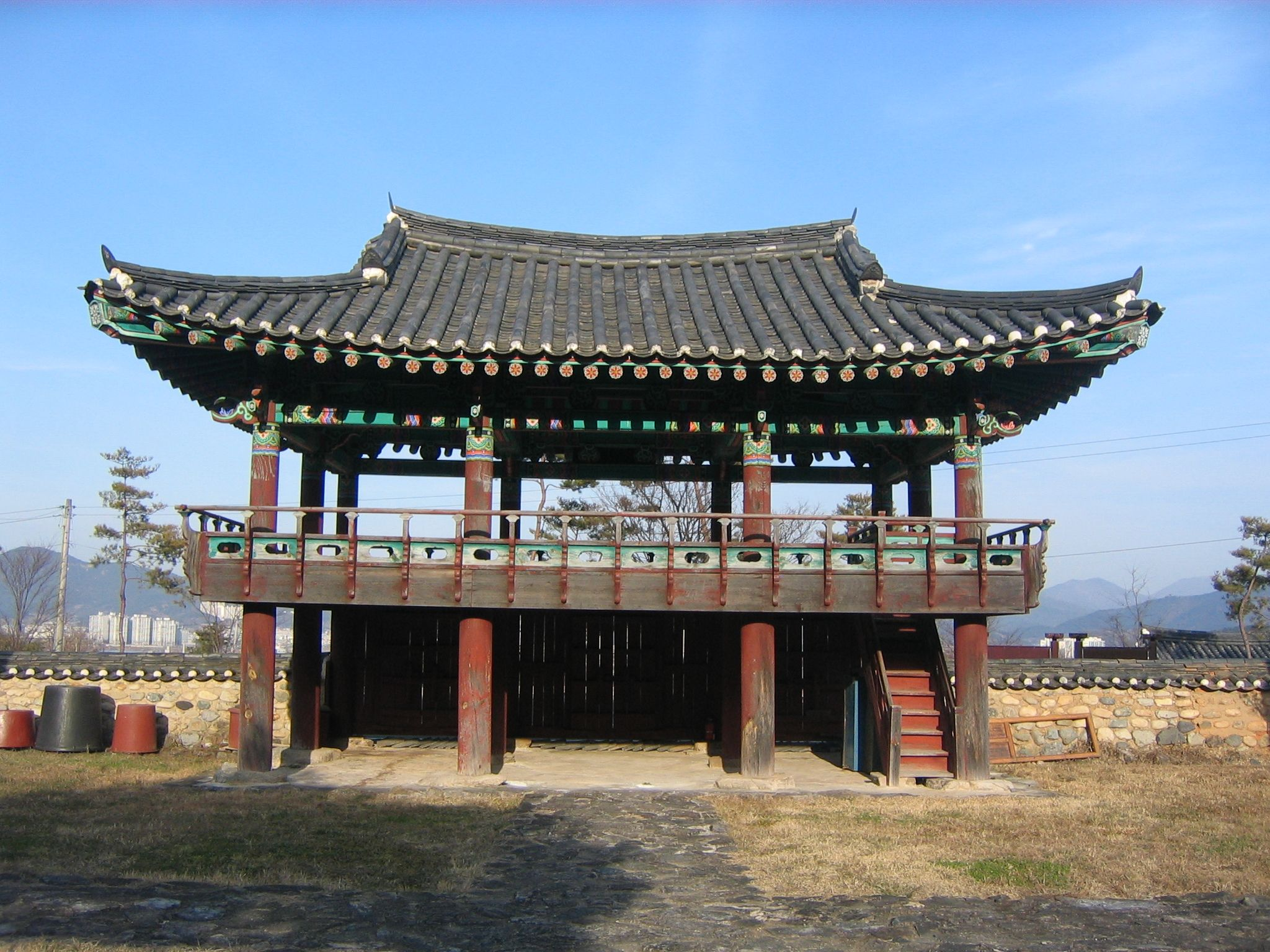
Dokseoru, le pavillon à l'entrée de la Yerim Seowon.

Dans sa structure, la construction d'une seowon répond aux principaux préceptes du confucianisme. Elle est fondée dans un site calme permettant d'apprécier les beautés de la nature, dans un endroit en lien avec le lettré vénéré. En général, elles sont placées sur un terrain en pente, à proximité d'un cours d'eau.
La Namgye Seowon de Hamyang construite en 1552 a jeté les bases d'une disposition spécifique des bâtiments puisque sa structure a souvent été reprise. Ici, les constructions se succèdent en enfilade du bas vers le haut: l'entrée puis les lieux de détente et d'étude et enfin la salle de lecture en face du sanctuaire. Les dortoirs des étudiants sont situés dans la partie basse, sur les ailes est et ouest, et créent donc une cour intérieure. Les endroits les plus fréquentés et animés sont ainsi tenus à distance du sanctuaire, plus difficile d'accès, où règne plus de solennité.
Leur architecture reprend les canons de beauté du confucianisme: la retenue, la simplicité, le dépouillement et intègre les éléments du paysage.

## Enseignement
Les seowon ont été créées pour fournir une éducation accordant une plus grande place à la noblesse d'âme, par opposition au côté trop utilitaire des écoles communales (hyanggyo) de l'époque qui visaient essentiellement à la préparation des concours administratifs. L'objectif est d'atteindre l'idéal de bonté et d'intégrité des lettrés confucianistes. Pour ce faire, leur apprentissage passe par l'autodiscipline, l'assiduité à l'étude et la recherche du perfectionnement de soi (jangsu). Il s'agit de lire les grands classiques, notamment les Quatre livres (la Grande Étude, la Doctrine du juste milieu, les Analectes de Confucius et le Mencius), et de participer aux débats (ganghak) ainsi que d'accomplir des rites en hommage aux anciens sages. Une grande importance est aussi accordée aux temps de détente (yusik) qui doivent permettre de se ressourcer entre les efforts mais aussi d'observer la nature pour leur permettre de mieux comprendre ses lois ainsi que celles des hommes. Dans les faits, elles accueillent surtout les enfants de la noblesse yangban pour la préparation des examens royaux gwageo) afin qu'ils puissent obtenir un poste dans l'administration,.
Les seowon faisaient aussi office de bibliothèques pour le village et éditaient également des livres et des manuels.

## Patrimoine mondial
Seowon, académies néo-confucéennes coréennes est inscrit sur la liste du patrimoine mondial de l'UNESCO le 6 juillet 2019,. Ce nouveau bien inclut neuf seowon :
| Seowon            | Superficie (ha) | Zone tampon (ha) | Coordonnées                              | Illus. |
| ----------------- | --------------- | ---------------- | ---------------------------------------- | ------ |
| Sosu Seowon (en)  | 17,16           | 73,62            | 36° 55′ 31,46″ nord, 128° 34′ 48,38″ est |        |
| Namgye Seowon     | 4,11            | 78,67            | 35° 32′ 54,56″ nord, 127° 46′ 59,71″ est |        |
| Oksan Seowon      | 6,44            | 80,83            | 36° 00′ 42,14″ nord, 129° 09′ 47,9″ est  |        |
| Dosan Seowon (en) | 36,73           | 166,84           | 36° 43′ 38,27″ nord, 128° 50′ 36,32″ est |        |
| Piram Seowon      | 1,38            | 51,06            | 35° 18′ 38,18″ nord, 126° 45′ 06,18″ est |        |
| Dodong Seowon     | 2,32            | 81,23            | 35° 42′ 03,31″ nord, 128° 22′ 18,87″ est |        |
| Byeongsan Seowon  | 30,08           | 164,3            | 36° 32′ 27,65″ nord, 128° 33′ 11,14″ est |        |
| Museong Seowon    | 0,84            | 54,96            | 35° 36′ 06,59″ nord, 128° 33′ 11,14″ est |        |
| Donam Seowon (ko) | 3,43            | 45,23            | 36° 12′ 33,19″ nord, 127° 10′ 50,75″ est |        |